# Juan de Cervantes
Juan de Cervantes (Lora del Río?, c. 1382 - Sevilla, 25 de novembre de 1453) va ser un religiós castellà. Home de lleis, fou un destacat prelat, present a diversos concilis. Martí V el va crear cardenal el 1426. Anys més tard també era nomenat bisbe d'Àvila, de Segòvia, i finalment administrador apostòlic de Sevilla.

## Biografia

### Orígens
Els seus any i lloc de naixement no són coneguts amb exactitud. El cronista Gil González Dávila afirmava que era originari de Sevilla, de llinatge noble i fill de Ruy Gómez de Cervantes, que fou prior de l'orde de Sant Joan. Tanmateix, Dolz i Ferrer apunta clarament els nombrosos dubtes sobre la seva procedència, sent diverses les diferents teories: lligat a l'antiga procedència gallega del llinatge dels Cervantes, alguns el fan néixer a Galícia, de fet González Dávila també esmenta aquesta antiga procedència i el seu establiment al sud amb les conquestes a Andalusia als musulmans; altres el fan néixer a Talavera de la Reina; no obstant això, la teoria més estesa és que va néixer a Lora del Río vers el 1382, fill de Gonzalo Gómez de Cervantes y Beatriz Bocanegra, filiació esmentada per Juan de Mena el 1448. Mena també descriu l'escut d'armes de Cervantes: «escut verd amb dues cérvoles, pasturant-ne una.»

### Inicis de la carrera eclesiàstica
Va obtenir el grau de doctor en estudis de lleis a Sevilla, tant en el dret canònic com el dret civil. Va obtenir una important fama com a persona docta. Eneas Silvio Piccolomini, que en la seva joventut estigué al servei de Cervantes com a redactor de cartes, esmenta que fou un eminent jurisperit. Poc després, va obtenir la dignitat d'ardiaca de Reina a la catedral de Sevilla, i més tard, el 1415, li és concedit l'ardiaconat de Calatrava. A causa d'aquesta darrera concessió, va haver de deixar el seu càrrec d'abat d'Hermida, i la canongia i prebenda que tenia a Palència.
Fou membre de la delegació castellana, comandada per l'arquebisbe de Toledo Juan Martínez de Contreras, al Concili de Pavia de 1423, convocat per Martí V, i traslladat a Siena dos mesos més tard. Allà es van intentar resoldre les tensions entre el papa i l'assemblea de cardenals, sense èxit. Els castellans foren partidaris de l'autoritat del papa. El 21 de febrer de 1424 Cervantes va realitzar un discurs a favor de l'autoritat papal enfront dels concilis.

### Creació cardenalícia
Encara que el concili no tingué èxit, probablement la intervenció de Cervantes no passà desapercebuda al papa. En aquest sentit, el 27 de maig de 1426, Martí V el va crear cardenal del títol de San Pietro in Vincoli. Des d'ençà aleshores, al voltant de Cervantes es va crear una espècie de cort, amb la presència de personatges com Piccolomini, Gonzalo de Medina o Juan Rodríguez de la Cámara.
El 1430, Martí V li va encarregar la missió de dirigir i supervisar el capítol general de l'orde de Sant Francesc, que es va celebrar a Assís. Aquesta era una missió difícil i complexa, perquè les diferents branques de l'orde estaven enfrontades i rarament havien celebrat un capítol conjunt. Malgrat la complexitat i les pròpies preferències de Cervantes, més a favor dels frares observants que dels conventuals, va actuar amb autoritat i imparcialitat. Finalment, les diferents tendències franciscanes van acceptar uns estatuts comuns que van ser respectats. Poc després va morir el papa i fou escollit Eugeni IV, però, tanmateix, Cervantes va tenir diverses entrevistes amb aquest nou papa, i hi va tenir una bona relació.

### Carrera posterior
Durant el pontificat d'Eugeni IV, la vida de Cervantes va estar marcada per les intrigues polítiques i la seva presència al Concili de Basilea (1432-1449), convocat poc abans de morir per Martí V, i obert en sessió el 1432. Fou el cap de l'ambaixada castellana al concili, de fet, els castellans van arribar més tard, el 2 de setembre de 1434, però Cervantes era a Basilea des del 21 de novembre de 1432, acompanyat pel cardenal Niccolò Albergati. Inicialment, tot i les idees papistes de Cervantes, va mantenir una actitud vacil·lant entre l'autoritat papal i el conciliarisme. D'altra banda, durant les reunions fou nomenat jutge de fe, un càrrec important, i continuà defensat la causa del papa. El 1436 es va discutir la qüestió de traslladar el concili a una ciutat més propera o llunyana de Roma, es va sotmetre a votació el 1437, però els conciliars es van negar i, finalment, fou el papa qui unilateralment va traslladar el concili a Ferrara.
També el 1437 Cervantes és nomenat bisbe d'Àvila, la seva presència a la diòcesi és visible en l'escut d'armes que deixà a la sagristia on es custodien les relíquies de la catedral. No obstant això, fou succeït en el càrrec per Lope de Barrientos, bisbe de Segòvia, càrrec al qual fou destinat Cervantes. González Dávila apunta que fou per uns greuges que Barrientos va fer als privats del rei Joan II i el príncep d'Astúries Enric, Álvaro de Luna i Juan Pacheco, respectivament. No obstant això, Dolz i Ferrer diu que fou fruit de l'enemistat creada entre Cervantes i Eugeni IV, el 1441, que el va treure de la seu avilesa. Malgrat tot, Cervantes va continuar defensant la visió de l'autoritat papal, tot i que era minoritària en el concili.
El 27 de març de 1446, Eugeni IV va canviar el títol cardenalici de Cervantes, creant-lo bisbe d'Ostia i Velletri, a més ja havia estat escollit per a la mitra de Segòvia el 1442. El 1449, ja en el pontificat de Nicolau V, va ser nomenat administrador apostòlic de Sevilla, mantenint el títol de cardenal bisbe. Ràpidament va tornar a Castella, on va governar l'arxidiòcesi fins a la seva mort el 25 de novembre de 1453. Allà, va impulsar diverses obres a la catedral i va fundar un hospital. Fou sepultat en la capella de Sant Hermenegild de la catedral de Sevilla, que ell mateix havia fundat, en un costós sepulcre realitzat en alabastre, amb una escultura realitzada per Lorenzo Mercadante, originari de la Bretanya. A més, llega la seva biblioteca, formada per tres-cents sis volums, al capítol catedralici.